# Бордала (Тренто)
Бордала је насеље у Италији у округу Тренто, региону Трентино-Јужни Тирол.
Према процени из 2011. у насељу је живело 11 становника. Насеље се налази на надморској висини од 1118 м.